# Sanjeev Arora
Pour les articles homonymes, voir Arora (homonymie).
Sanjeev Arora (né en janvier 1962 à Jodhpur) est un chercheur en informatique théorique indien connu pour son travail en théorie de la complexité et en algorithmique.
Il a reçu le prestigieux prix Gödel en 2001 et en 2010.

## Biographie
Sanjeev Arora est né en janvier 1968 à Jodhpur en Inde. Il a reçu son B.S. en mathématiques en 1990, au Massachusetts Institute of Technology (|MIT), et son Ph.D. en 1994 à l'université de Californie à Berkeley (sous la direction de Umesh Vazirani). En 2014, il est titulaire de la chaire Charles C. Fitzmorris, à l'université de Princeton.
Il a été le directeur de thèse de Subhash Khot, lauréat du prix Nevanlinna 2014.

## Travaux
Les travaux de Sanjeev Arora portent principalement sur la théorie de la complexité et l'algorithmique. Il est connu pour être l'un des auteurs du théorème PCP, l'un des plus grands résultats de théorie de la complexité (prix Gödel en 2001), ainsi que pour ses résultats sur les algorithmes d’approximation notamment un PTAS pour le problème du voyageur de commerce dans le cas euclidien (prix Gödel 2010) et une amélioration des algorithmes pour les séparateurs de graphes  (Prix Fulkerson 2012).
Sanjeev Arora est aussi l'auteur, avec Boaz Barak, du livre Computational Complexity: A modern Approach.